# Palazzo di Wilanów
Il Palazzo di Wilanów (in polacco Pałac w Wilanowie) si trova nella città di Varsavia ed è uno dei più preziosi monumenti della cultura nazionale. È sopravvissuto all'età delle spartizioni della Polonia e alle guerre ed ha preservato le sue autentiche qualità storiche. Fu costruito per il Re polacco Giovanni III Sobieski nel XVII secolo e fu in seguito ingrandito dai proprietari successivi.
Rappresenta il classico tipo di residenza barocca periferica tra la corte e il giardino. La sua architettura è molto originale e mescola l'arte europea con la tradizione dei palazzi antichi della Polonia e con gli interni, che utilizzano antichi simboli, glorifica la famiglia Sobieski, specialmente il trionfo militare del Re.
Il palazzo e il parco non sono solo una testimonianza dello splendore della Polonia del passato, ma anche un luogo in cui si tengono eventi culturali e concerti, inclusi i Concerti Reali Estivi nel Giardino delle Rose e l'Accademia Internazionale Estiva della Musica Antica.

## Storia
Dopo la morte di Jan III Sobieski nel 1696, il palazzo passò in mano ai figli, e in seguito (nel 1720) alle famose famiglie di magnati: Sieniawski, Czartoryski, Lubomirski, Potocki e Branicki. Dal 1730 al 1733 fu la residenza di Augusto II il Forte, anche Re di Polonia. Ogni proprietario cambiò gli interni del palazzo, come anche i giardini che lo circondano, secondo la moda corrente.
Nel 1805 il proprietario del momento, Stanisław Kostka Potocki, fece trasformare dall'architetto Vincenzo Brenna una parte del palazzo in museo (uno dei primi musei pubblici della Polonia). Oltre all'arte europea e orientale, la parte centrale del palazzo ospitava esposizioni sul re Jan III Sobieski e sul glorioso passato della nazione. La maggior parte della collezione di opere d'arte fu trafugata dai tedeschi durante la seconda guerra mondiale, e fu rimpatriata nel 1962, quando il museo riaprì.

## Le opere maggiori

### Cima da Conegliano
- Imago Pietatis

### Pompeo Batoni
- Apollo e due Muse

## Galleria d'immagini

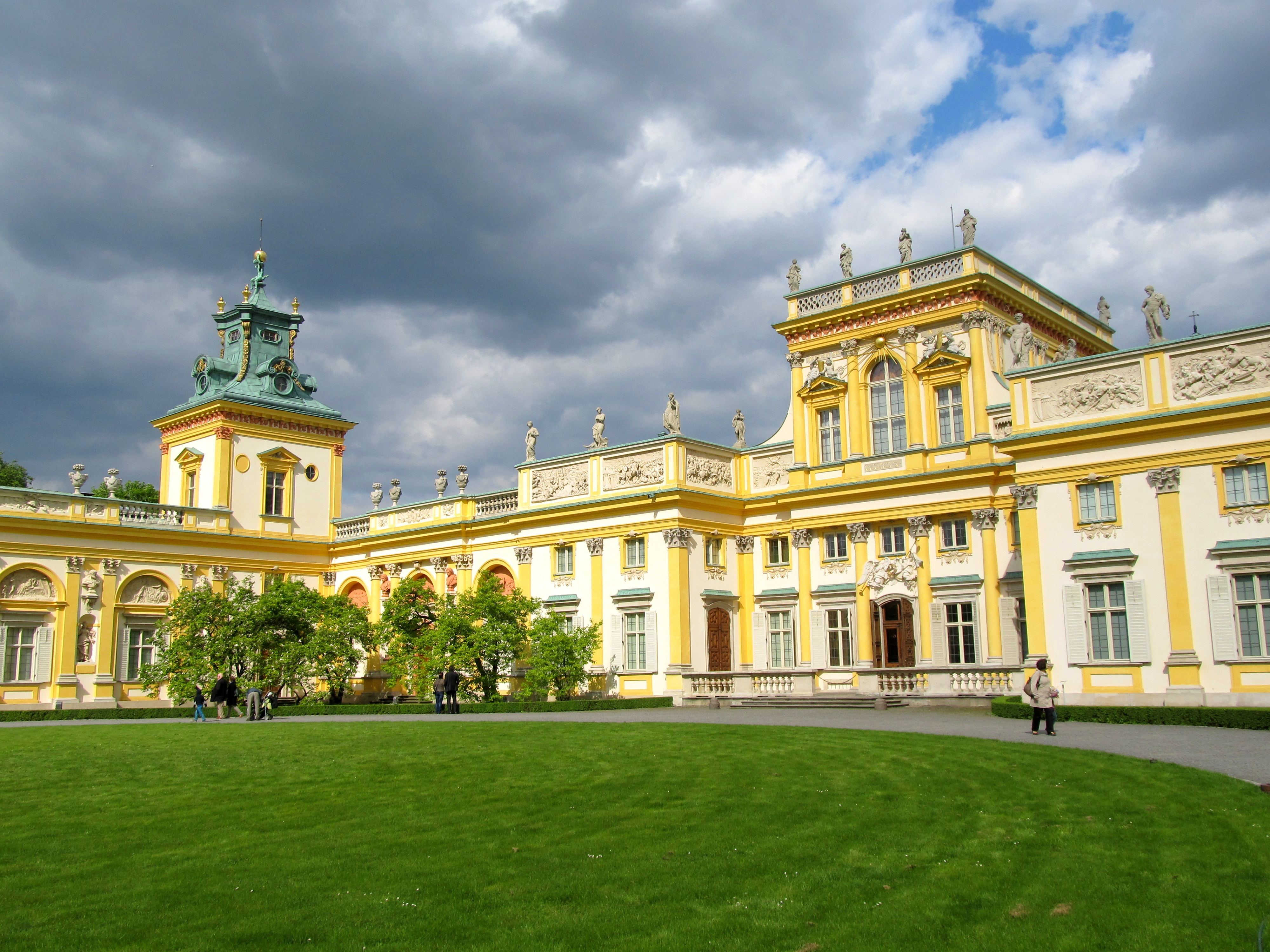
Facciata del Palazzo di Wilanów
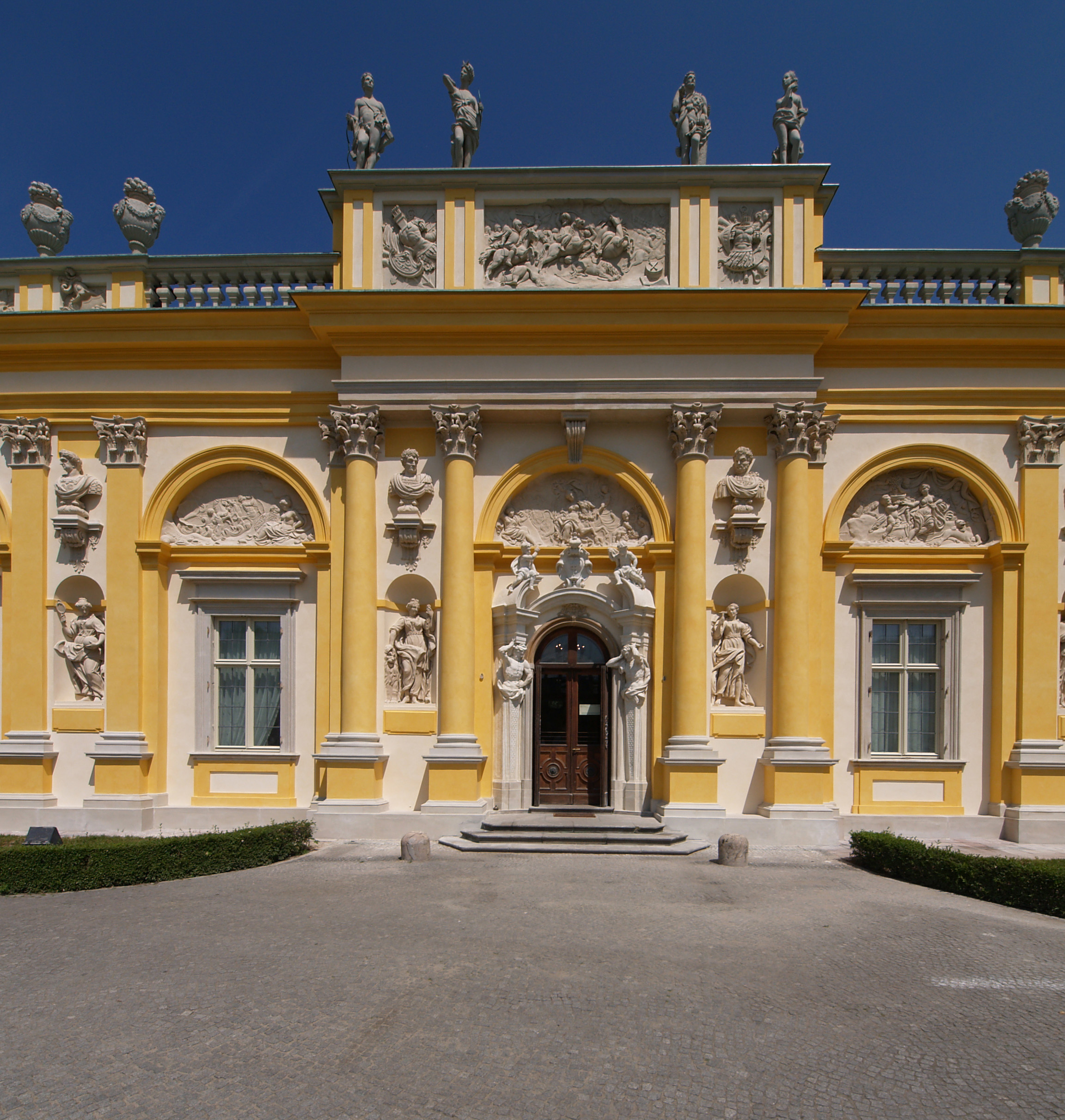
Dettaglio ala nord
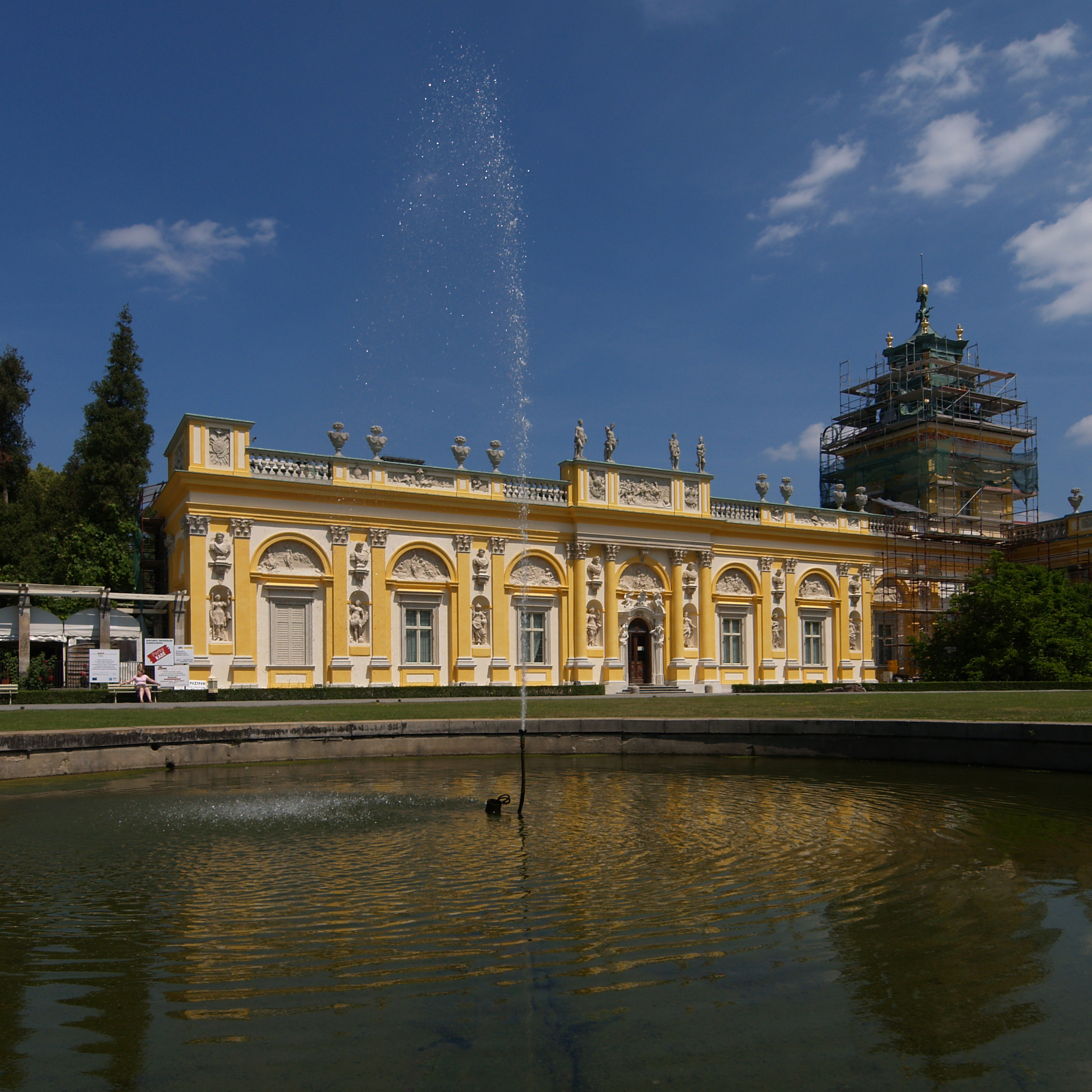
Fontana e ala nord
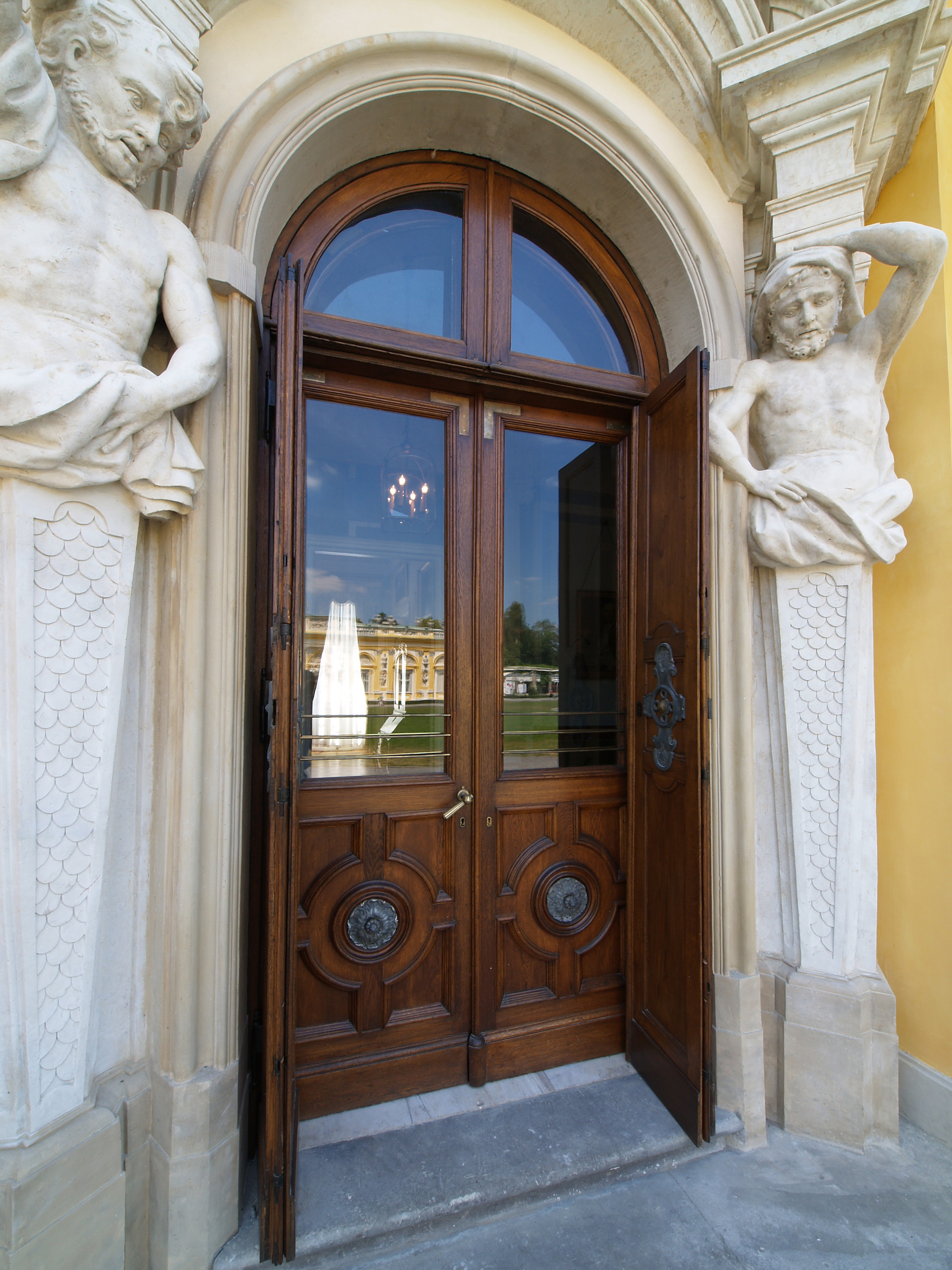
Dettaglio ala sud
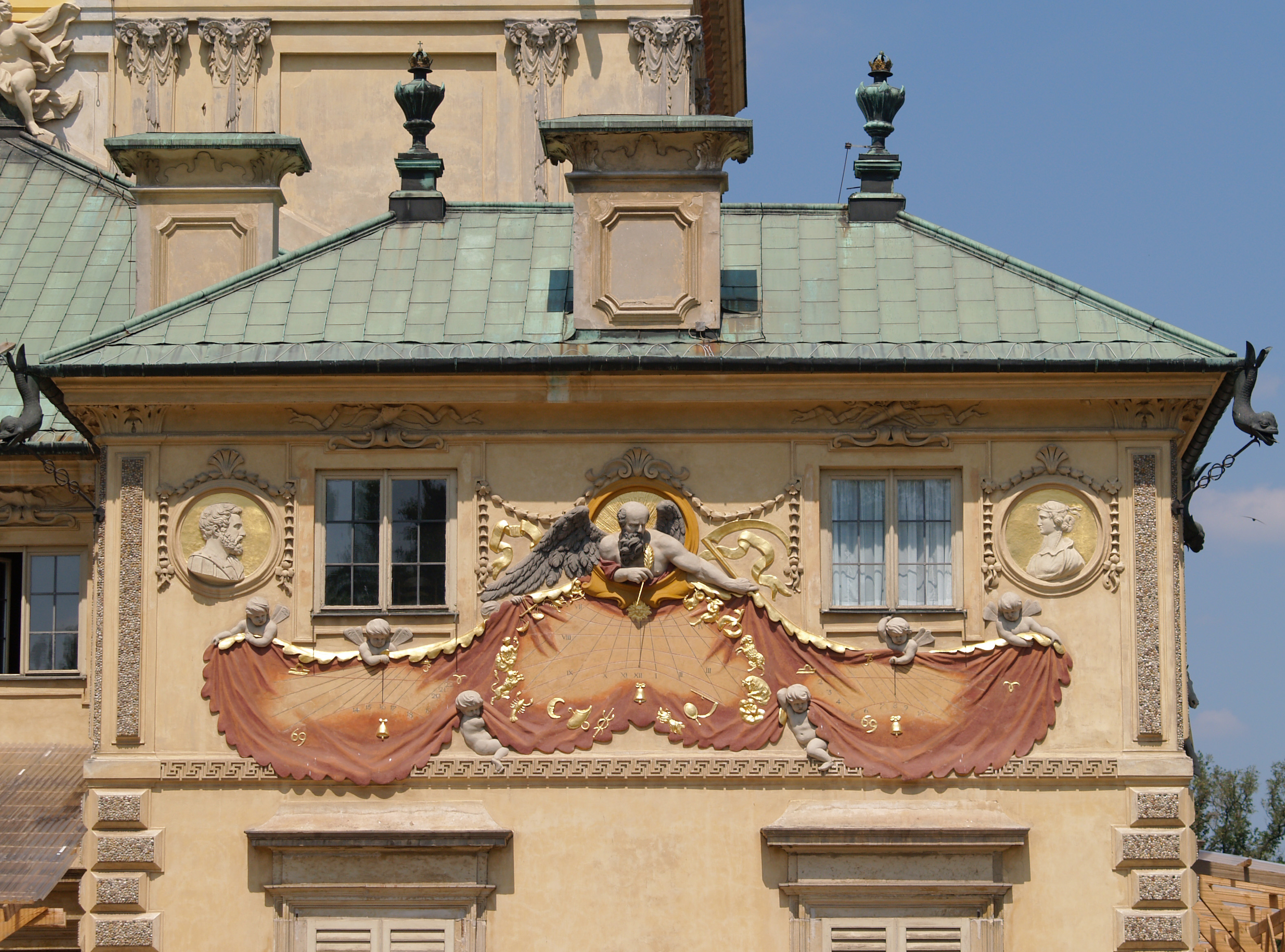
Meridiana
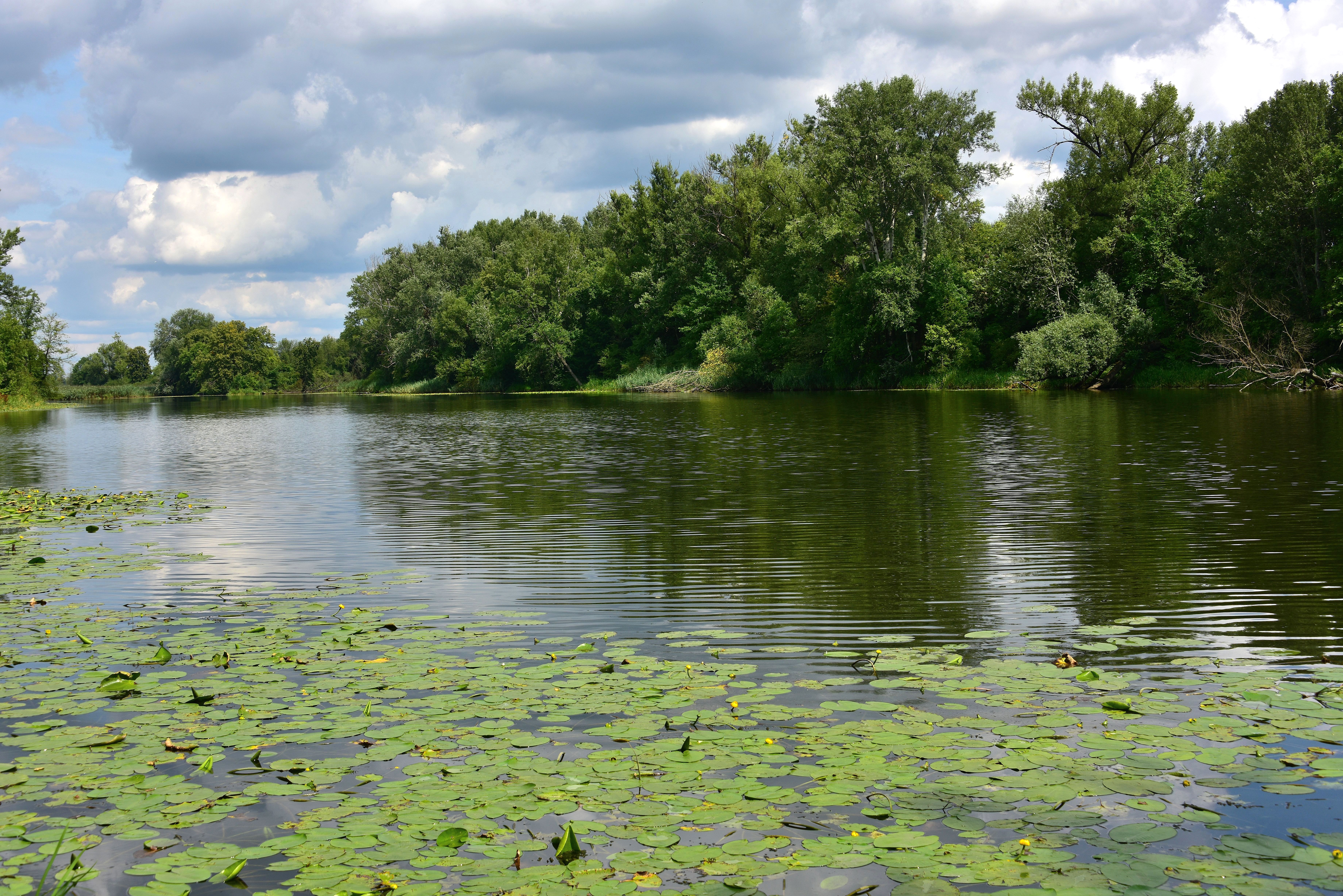
Parco, lato est
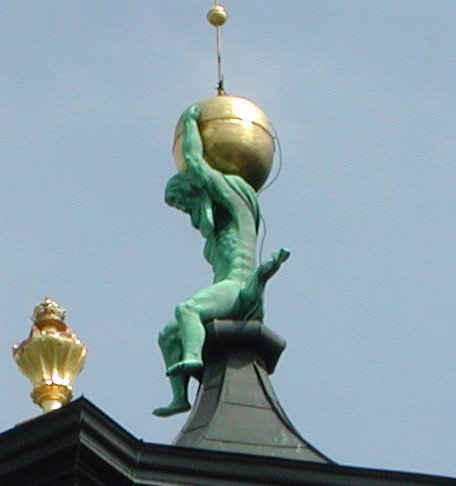
Dettaglio
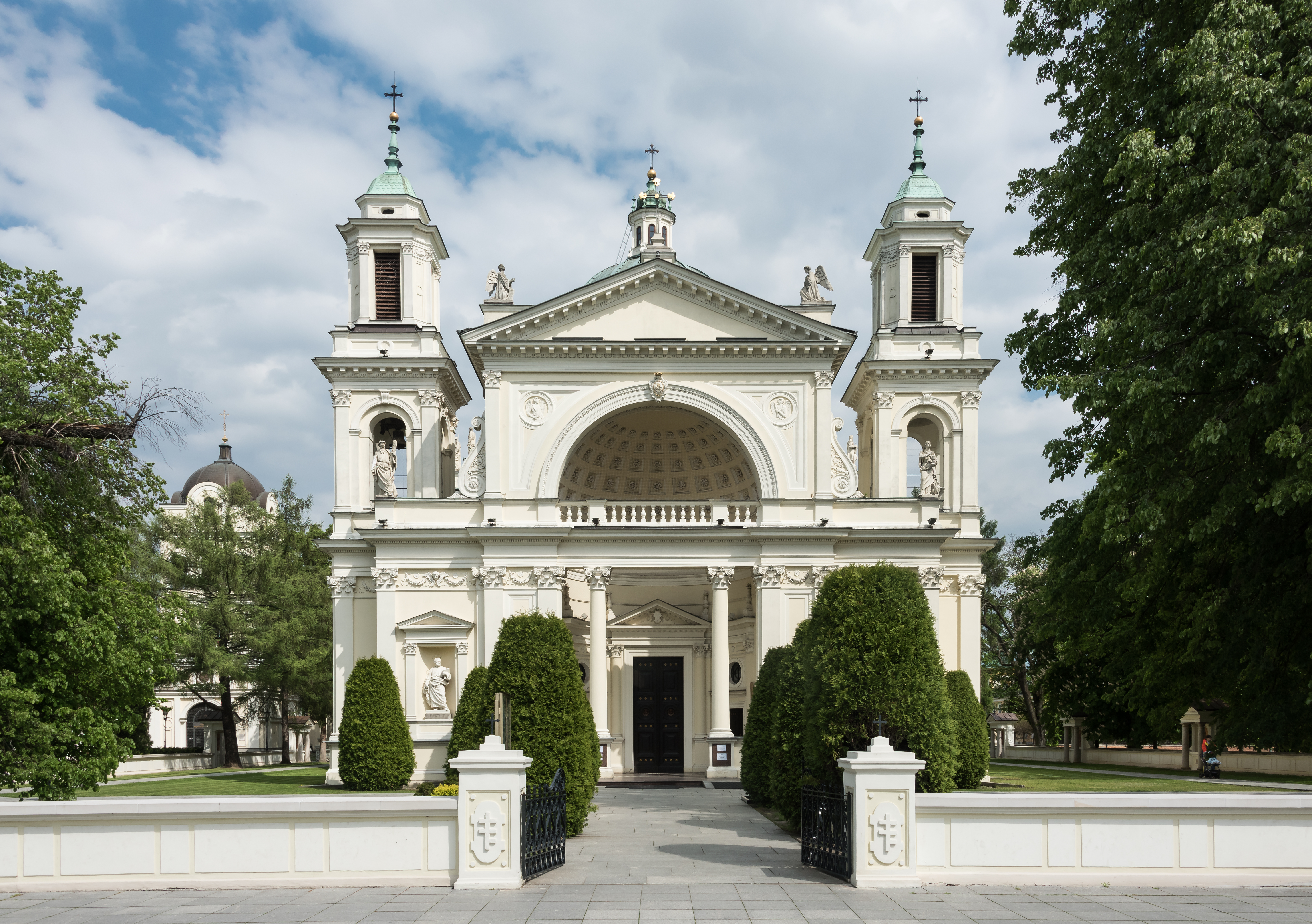
Chiesa di S.Anna
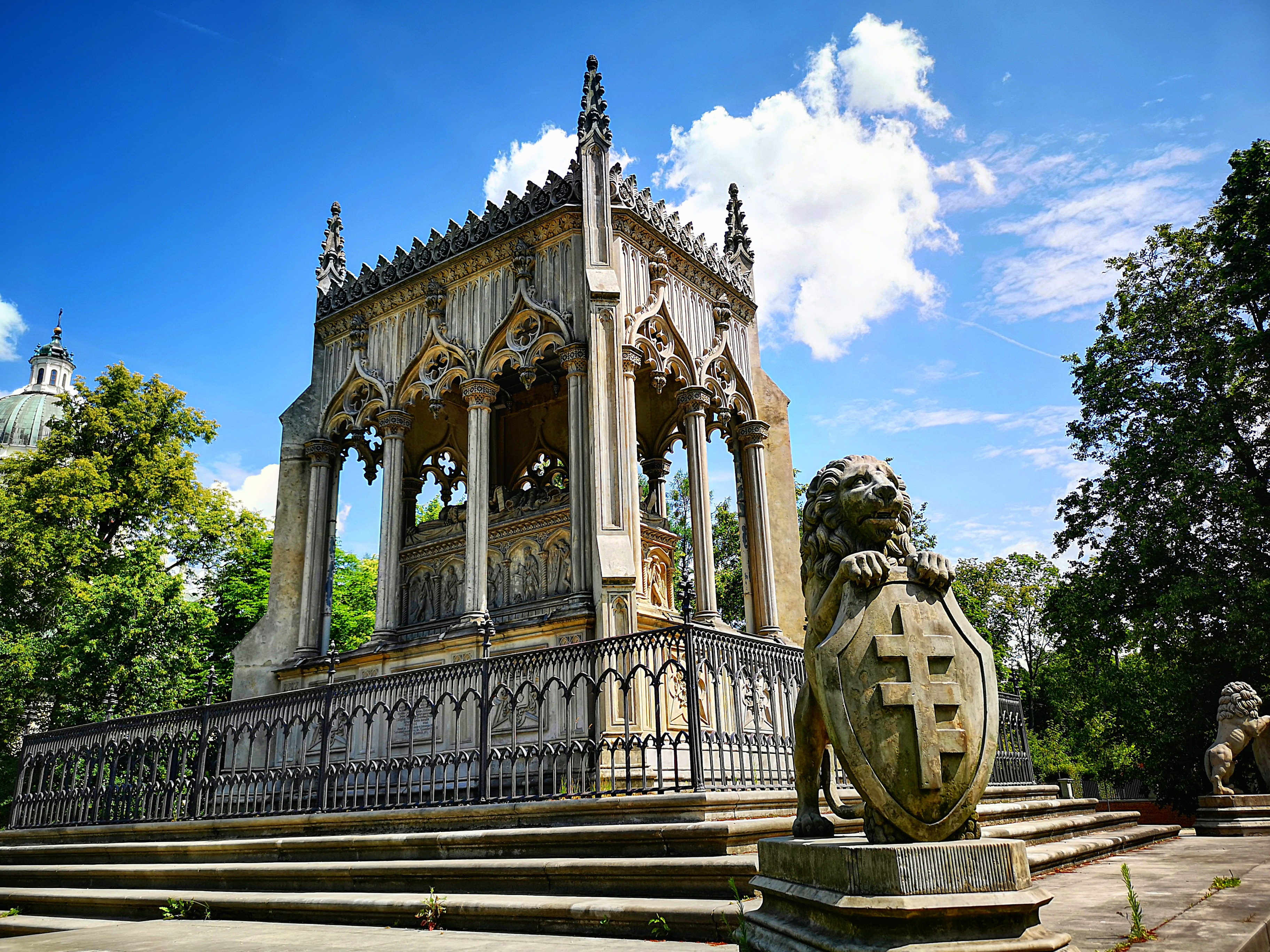
Mausoleo di Stanisław Kostka Potocki
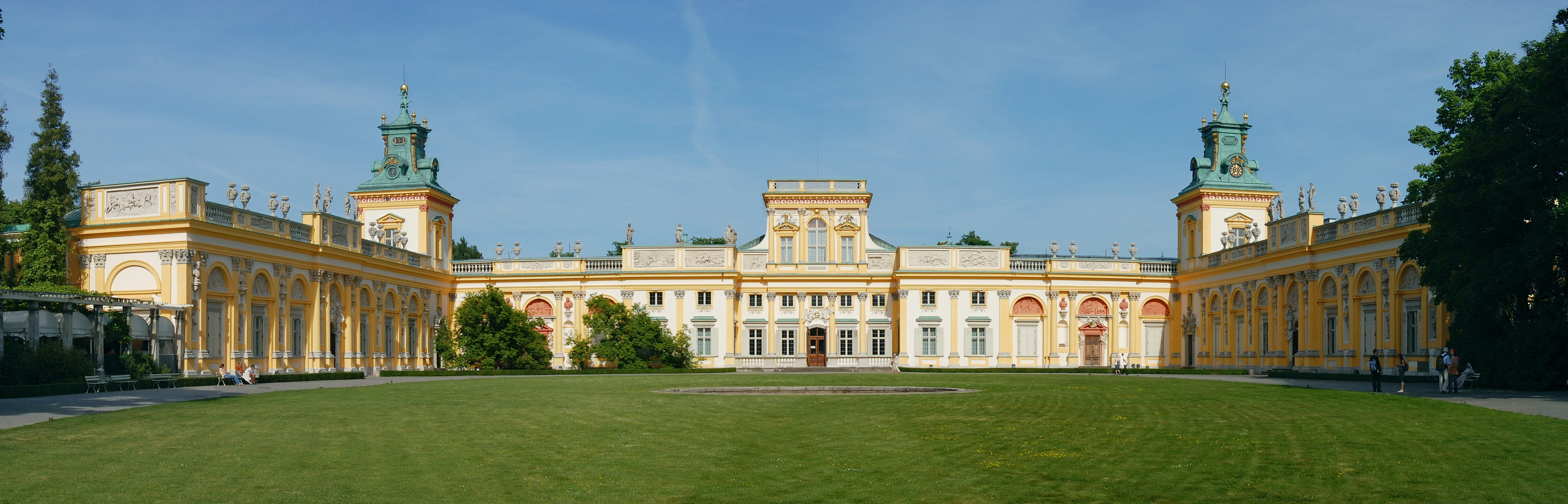
La facciata anteriore
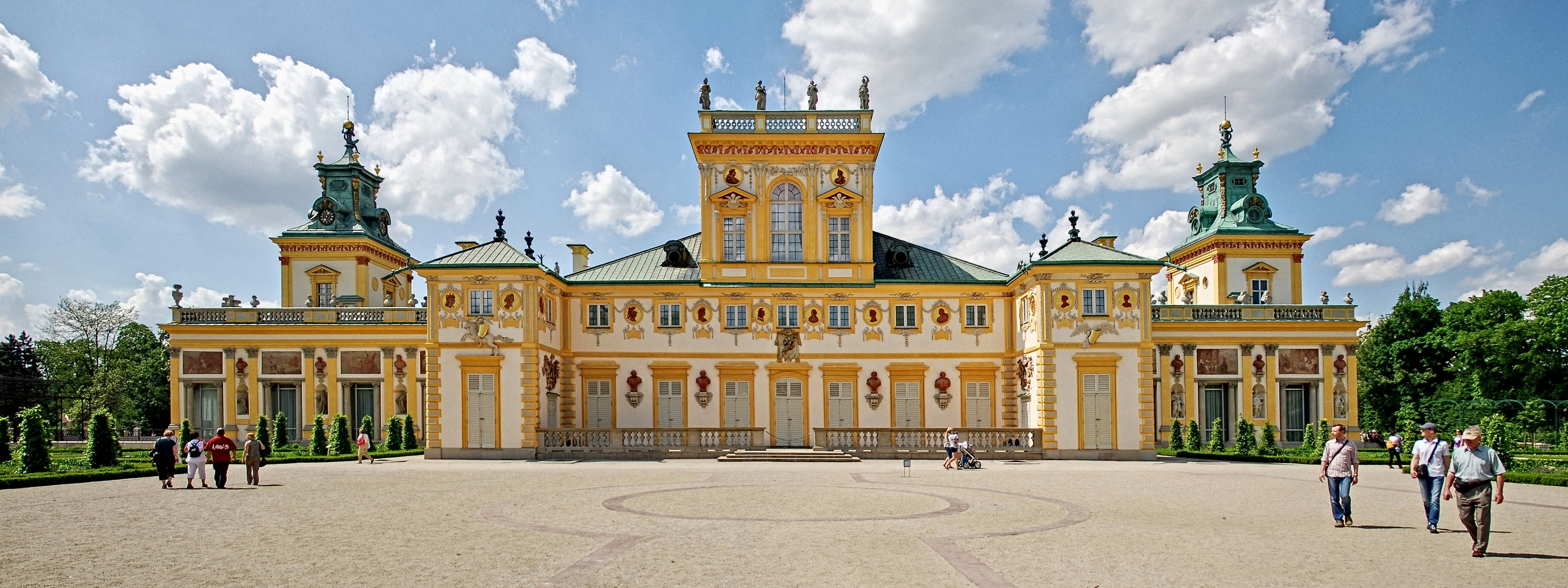
La facciata posteriore